# Александер Чеферін
Александер Чеферін (словен. Aleksander Čeferin; нар. 13 жовтня 1967, Любляна, СР Словенія) — словенський юрист і футбольний функціонер. Президент УЄФА (з 14.09.2016).  

## Життєпис
У 1991 році закінчив юридичний факультет Люблянського університету і розпочав трудову діяльність в адвокатській компанії «Чеферін» (родинний бізнес). Зараз є головою правління компанії, володіє контрольним пакетом її акцій. Спеціалізується в галузі кримінального права, господарського права, має великий досвід захисту прав людини. Неодноразово представляв інтереси професійних спортсменів і спортивних клубів.
У 2005—2011 роках був членом правління словенського міні-футбольного клубу «Літія».
У 2005—2011 роках був членом виконкому аматорської команди «Любляна Лойерс».
У 2006—2011 роках був членом правління люблянської «Олімпії».
У 2011 році А. Чеферін був обраний президентом Футбольного союзу Словенії, у лютому 2015 року його мандат був подовжений ще на чотири роки.
Обирався заступником голови юридичного комітету УЄФА та членом дисциплінарного комітету Міжнародної федерації футболу (ФІФА).

## УЄФА
У червні 2016 року Александер Чеферін вирішив балотуватися на посаду президента Союзу європейських футбольних асоціацій (УЄФА). Потім він став офіційним кандидатом в президенти УЄФА.
14 вересня 2016 року на конгресі УЄФА в Афінах (Греція) більшістю голосів (42 «за» з 55) обраний президентом УЄФА.

## Знання мов
А. Чеферін володіє англійською, італійською, хорватською і сербською мовами.

## Нагороди
- Орден князя Ярослава Мудрого IV ступеня (9 грудня 2021) — за визначний особистий внесок у підтримку футболу в Україні, розвиток європейського футбольного руху[3].